# Bornem
Bornem es una localidad y municipio de la provincia de Amberes en Bélgica. Sus municipios vecinos son Hamme, Kruibeke, Niel, Puurs, Schelle, Sint-Amands y Temse. Tiene una superficie de 45,8 km² y una población en 2018 de 21.186 habitantes, siendo los habitantes en edad laboral el 62% de la población.

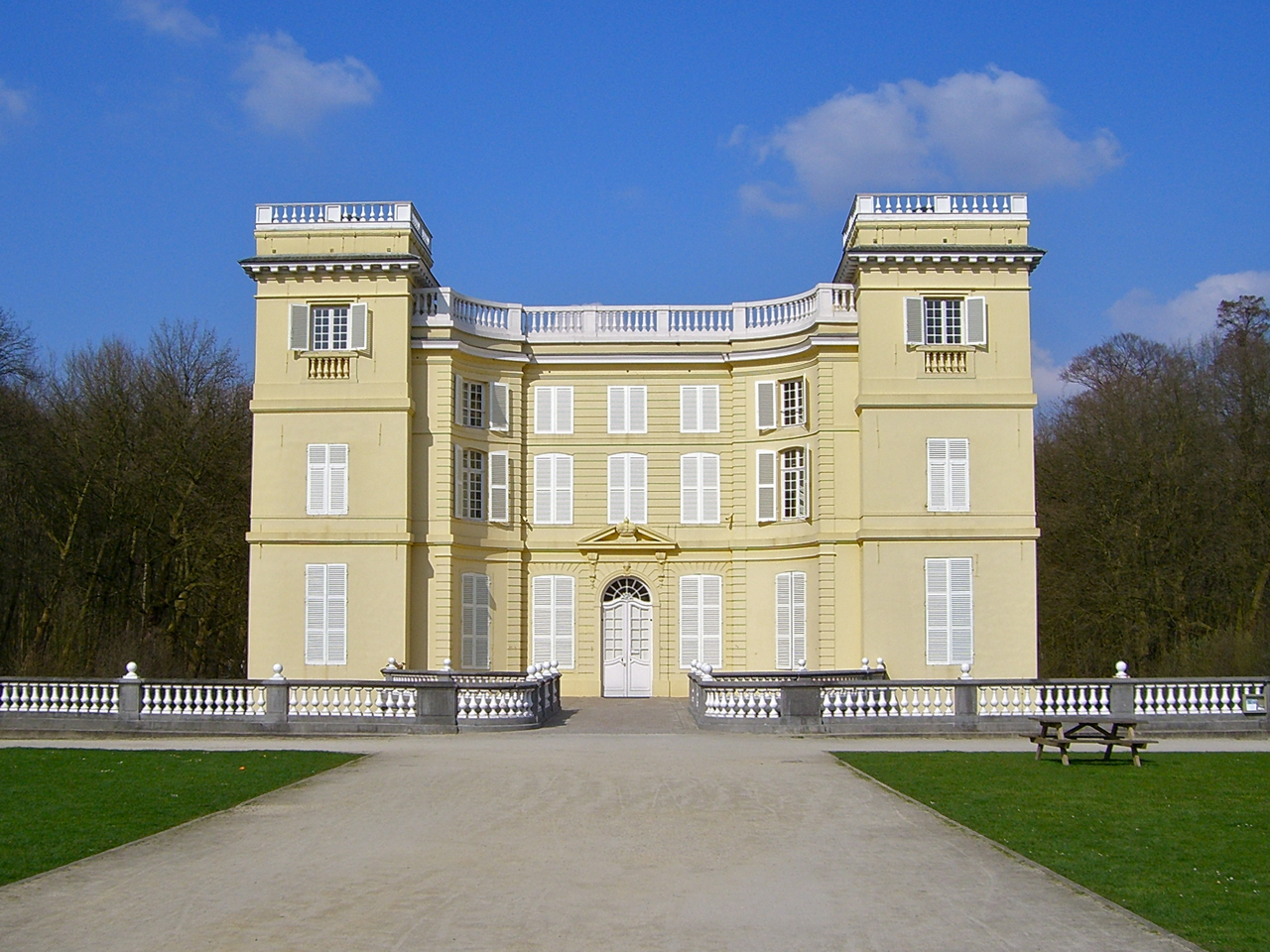
Castillo d'Ursel.

## Localidades
El municipio tiene las ciudades de Bornem, Hingene, Wintam, Mariekerke y Weert, así como las aldeas de Branst, Buitenland, Eikevliet y Wintam.

## Historia
En la Edad Media el señorío de Bornem pertenecía a los señores de Gante, probablemente por matrimonio. En 1250, fue vendido a Margarita, condesa de Flandes, que aumentó así sus posesiones. En 1263, el conde Guido de Flandes cedió Bornem al príncipe-obispo de Lieja, de manera que su propiedad pasó al Sacro Imperio Romano Germánico -y por lo tanto una parte de la Flandes imperial-.

## Demografía

### Evolución
Todos los datos históricos relativos al actual municipio, el siguiente gráfico refleja su evolución demográfica, incluyendo municipios después de efectuada la fusión el 1 de enero de 1977.
| Gráfica de evolución demográfica de Bornem entre 1846 y 2020 |
|                                                              |

## Monumentos
- La abadía de Bornem, abadía cistersiense en honor de san Bernardo de Claraval.
- El castillo de Bornem.

## Ciudades hermanadas
- Bornheim, en Alemania.
- Gordes, en Francia.

## Personas notables de Bornem
- Albert Sercu, ciclista.
- Jan De Maeyer, músico compositor.
- Walter Boeykens, clarinetista.